# José Manuel Aguirre Miramón
José Manuel de Aguirre-Miramón y Echenique (San Sebastián, 1 de enero de 1813 - San Sebastián (algunas fuentes nombran Tolosa), 31 de marzo de 1887) fue un abogado, jurista, magistrado, académico y político español.

## Biografía
Nacido en el seno de una familia acomodada, fue el quinto de nueve hijos y hijas de José Vicente de Aguirre-Miramón y Aguirre, señor de la casa-solar y mayorazgo de Miramón, y de su esposa Josefa Joaquina de Echenique, hija de José Francisco de Echenique y de su esposa Juana Tomasa de Rezabal, habiéndose otorgado entre ellos escritura de capitulación matrimonial el 29 de julio de 1789, ante Joaquín de Galardi, escribano del número de la ciudad de San Sebastián, y nieto paterno de Miguel Martín de Aguirre-Miramón y Albirena, señor de la casa-solar y mayorazgo de Miramón, y de su esposa y pariente Josefa Antonia de Aguirre.
Fue combatente en San Sebastián en 1833 por la causa de la Reina Regente María Cristina de Borbón-Dos Sicilias en la Primera Guerra Carlista.
Realizó sus primeros estudios en el Real Seminario de Nobles de Vergara, estudios que prosiguió en Leyes o Derecho por el Colegio-Universidad de Oñate, licenciándose en 1837 y doctorándose finalmente por la Universidad de Zaragoza, tornandose abogado. Llegó a obtener la cátedra de Derecho en esta universidad, siendo profesor catedrático sustituto de Leyes por decisión adoptada en el Claustro del Rector y Catedráticos celebrado el 6 de febrero de 1836 y profesor catedrático de Derecho Público Civil y Criminal de España, Instituciones Canónicas y Derecho Público Eclesiástico, pero insatisfecho con este trabajo como docente preparó oposiciones a la magistratura.

### Jurista
En 1838 fue nombrado juez interino, propietario en finales de 1840, de primera instancia en Castro Urdiales, comenzando su carrera en la judicatura. De ahí fue trasladado sucesivamente a los juzgados de Tolosa como interino y propietario pocos meses después en 1841, en reconocimiento a su lealtad hacia Baldomero Espartero, en el contexto del Pronunciamiento de 1841 en España, y Vitoria por Real Orden de 6 de octubre de 1854.
Su carrera en la judicatura prosiguió en ultramar, cuando fue trasladado a Manila. En Filipinas fue ascendido al cargo de magistrado oidor decano de la Real Audiencia de Manila por Real Decreto de 13 de febrero de 1855, ahí siendo también interino de asesor general del Superior Gobierno, asesor de Hacienda, y titular del Juzgado General y Privativo de Bienes de Difuntos, y posteriormente ocupó un cargo similar en La Habana como oidor electo de la Sala Tercera de la Pretorial en 1859, a que renunció antes de tomar posesión por motivos de salud. Su labor en Filipinas fue de gran eficacia; se dedicó principalmente a mejorar la Administración, pero también se interesó por la agricultura, redactando una memoria sobre organización y mejora de la misma en Filipinas. Su permanencia en las colonias se prolongó hasta 1859, cuando regresó a España.
A su regreso fue miembro de diversas asociaciones y corporaciones científicas, literarias y de derecho de la época. Publicó numerosos trabajos y artículos, especialmente referidos a aspectos jurídicos de colonias y países de ultramar, y fue articulista en la Revista General de Legislación y Jurisprudencia de 1861 a 1864 y en 1866, 1871 y 1873 y en la revista La América de 1861 a 1866. Entre sus obras jurídicas se encuentran: 
- Aplicación de la nueva ley hipotecaria a las provincias de ultramar (1861)
- Aplicación del Código Penal a las provincias ultramarinas (1861)
- De los Consejos de administración de Ultramar (1861)
- De la legislación de ultramar, con relación a las diferentes razas de la población de Filipinas (1861)
- Derecho de propiedad de los artistas en las obras de su arte (1862)
- Del poder judicial en las repúblicas hispano-americanas (1862)
- Reforma de la legislación hipotecaria de Ultramar (1862)
- Influencia del desestanco del vino de coco y nipa en la criminalidad de las Islas Filipinas (1863)
- De las leyes especiales de Ultramar y de su reforma (1863)
- De la avocación de causas por la Sala de Indias del Tribunal Supremo de justicia (1863)
- Legislación extranjera: Instituciones administrativas y civiles de la China (1864)
- Reformas jurídico-administrativas en la Isla de Santo Domingo (1864)
- Legislación de Ultramar. Islas Filipinas: Contratos usurarios (1864)
- Juicio ejecutivo: condena de costas a los jueces (1864)
- Reformas jurídico-administrativas en la Isla de Santo Domingo (1864)
- Modificación legislativa de Ultramar: Reforma jurisdiccional sobre porte de armamento hacia el archipiélago de Cabo Verde (1868)
- Aplicación del Código penal en ultramar (1871)

Fue hecho comendador de número de la Real Orden de Carlos III por Real Decreto de 27 de julio de 1864, a propuesta del recientemente creado Ministerio de Ultramar.

### Político
Políticamente Aguirre-Miramón formaba parte del fuerismo liberal, doctrina política surgida tras el final de la Primera Guerra Carlista, que abogaba por adaptar los Fueros Vascos al Estado liberal. En la legislatura de 1865-1866 fue diputado a Cortes en representación del Distrito de San Sebastián de la provincia de Guipúzcoa. En 1869 fue elegido diputado foral general de Guipúzcoa a Cortes para 1869-1870. Durante su mandato se interesó especialmente en las obras de mejora del puerto de Pasajes.
Fue elegido senador del Reino en cuatro ocasiones por la provincia de Guipúzcoa. Su primera elección coincidió con el inicio de la tercera guerra carlista, en 1872. Después de su primera legislatura como senador (1872-1873) fue nombrado comisario regio de Agricultura en 1874 y reelegido senador en 1876, 1878 (en elecciones extraordinarias) y 1878, ya durante el periodo de la Restauración. Desde su tribuna en el Senado de España fue un firme defensor de la conservación de los Fueros Vascos y de su compatibilidad con la Constitución Española de 1876, pero no pudo evitar que fueran derogados finalmente el 21 de julio de 1876. Tras la derogación de los Fueros fue nombrado en Guipúzcoa presidente de la Junta de Agricultura, Industria y Comercio, presidente de la Provincial Diputación Foral General en 1878, consejero de administración de la sucursal del Banco de España y vicepresidente de la Junta Provincial de Beneficencia.
Fue hecho gran-cruz de la Real Orden de Isabel la Católica.

### Matrimonio y descendencia
Se casó con su sobrina materna Juana María Alejandra de Elósegui y Aguirre-Miramón, de San Sebastián, hija de Joaquín de Elósegui y de su esposa Juana de Aguirre-Miramón y Echenique, de quien tuvo a:
- María de la Paz de Aguirre-Miramón y Elósegui, casada con Enrique de Arizpe, sin descendencia
- Severo María Manuel de Aguirre-Miramón y Elósegui, casado con María de la Concepción Nicolasa Ascensión Rita Anastasia de Múzquiz y Tejada, IV condesa de Torre Múzquiz, señora de Bentraces, con descendencia